# Ammoniumpermanganat
Ammoniumpermanganat ist eine anorganische chemische Verbindung des Mangans aus der Gruppe der Permanganate.

## Gewinnung und Darstellung
Ammoniumpermanganat kann durch Reaktion von Bariumpermanganat mit Ammoniumsulfat gewonnen werden.
{\displaystyle \mathrm {(NH_{4})_{2}SO_{4}+Ba(MnO_{4})_{2}\longrightarrow 2\ NH_{4}MnO_{4}+BaSO_{4}\downarrow } }

## Eigenschaften
Ammoniumpermanganat ist ein dunkelvioletter Feststoff, der löslich in Wasser ist. Er ist stoßempfindlich und zersetzt sich bei Raumtemperatur langsam. Er besitzt eine orthorhombische Kristallstruktur vom Baryt-Typ mit der Raumgruppe Pnma (Raumgruppen-Nr. 62) und den Gitterparametern a = 9,410 Å, b = 5,773 Å und c = 7,610 Å.